# La ladra di Bagdad
La ladra di Bagdad (Die Diebin von Bagdad) è un film del 1952 diretto da Carl Lamac.

## Produzione
Il film fu prodotto dalla Pontus-Film Fritz Kirchhoff di Amburgo.

## Distribuzione
Distribuito dalla Deutsche Cosmopol Film, uscì nelle sale cinematografiche tedesche presentato ad Amburgo il 10 aprile 1952. In Italia, fu distribuito dalla Condor Film con il titolo tradotto letteralmente in La ladra di Bagdad.